# Geelknopwolzwever
De geelknopwolzwever (Bombylius posticus) is een vliegensoort uit de familie van de wolzwevers (Bombyliidae). De wetenschappelijke naam van de soort is voor het eerst geldig gepubliceerd in 1805 door Fabricius.